# Nederlandsche Handel-Maatschappij

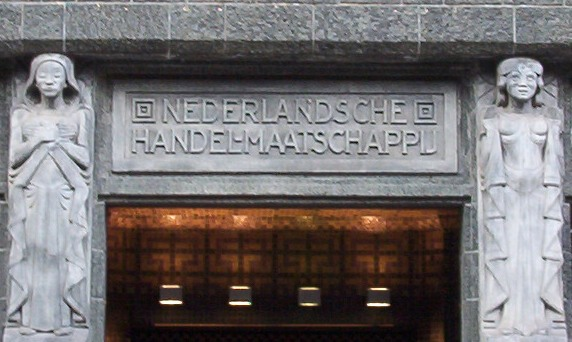
Il nome della NHM sul portone dell'attuale Archivio Civico di Amsterdam

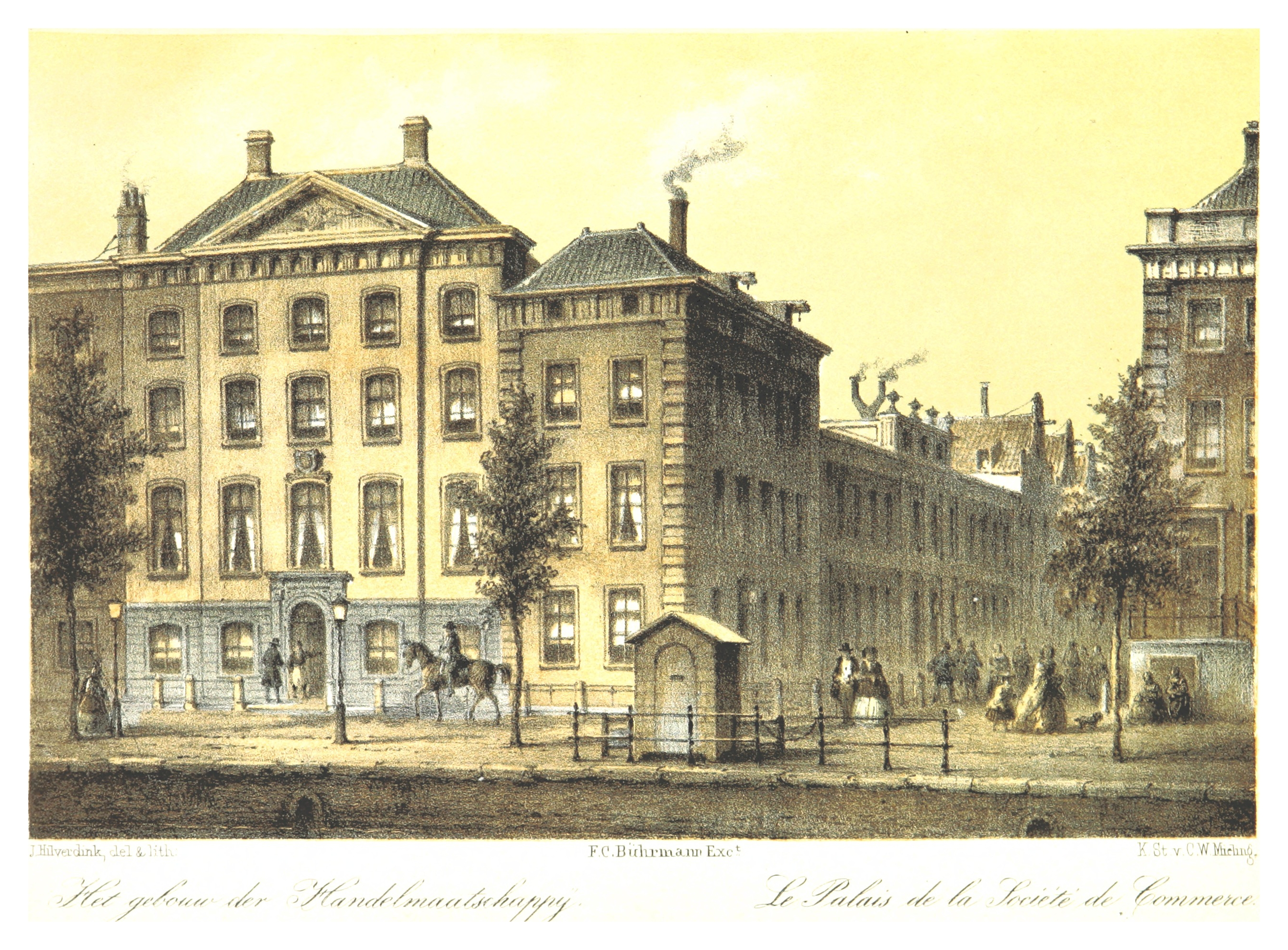
La sede centrale ad Amsterdam, intorno al 1860

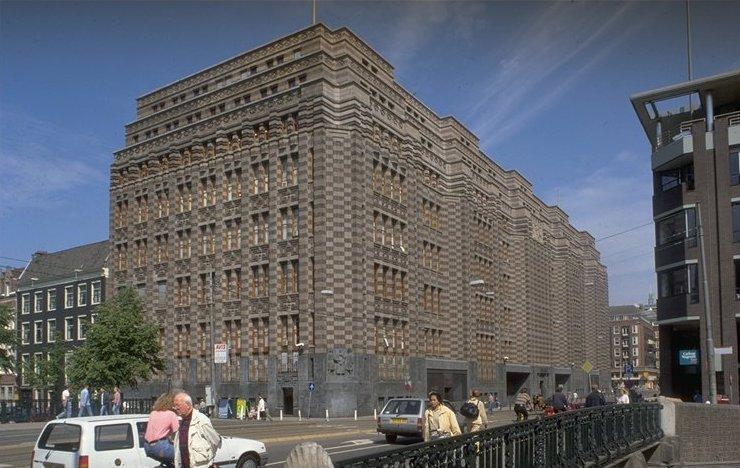
De Bazel, ultima sede della Società

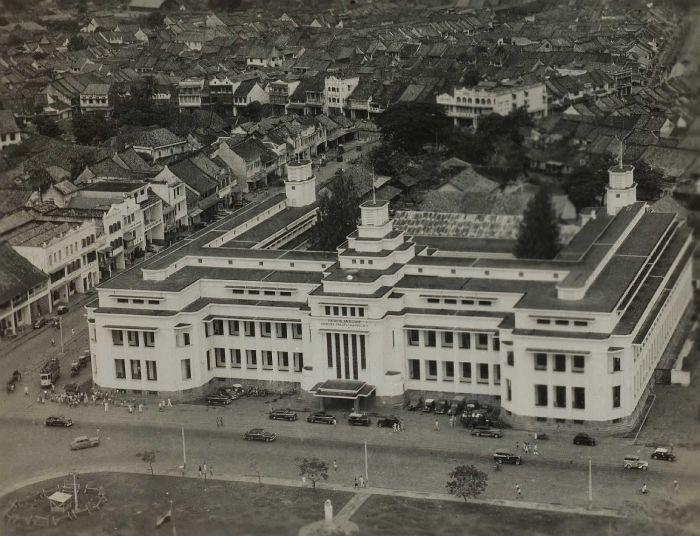
La sede di Batavia

La N.V. Nederlandsche Handel-Maatschappij ("Società commerciale dei Paesi Bassi") è stata una società commerciale e finanziaria olandese.

## Fondazione
La Società venne fondata su iniziativa di re Guglielmo I all'Aja con regio decreto del 1824. L'oggetto sociale indicato nel Decreto (Art. 59) era "lo sviluppo del commercio, della navigazione, della cantieristica navale, della pesca, dell'agricoltura e (dell'industria)", come prosecuzione di quanto era stato iniziato durante la dominazione francese fra il 1795 e il 1813. 
La Nederlandsche Handel-Maatschappij era una società di diritto privato, che emetteva azioni trattate in borsa.
Nei primi decenni la Nederlandsche Handel-Maatschappij fu un'impresa di import-export, che doveva espandere le relazioni commerciali esistenti e a trovare nuovi mercati. Inizialmente, tuttavia, andò incontro a numerosi insuccessi, poiché aveva voluto puntare su di un'area più vasta di quanto inizialmente progettato. La Società in Sudamerica, Messico e Levante subì pesanti perdite, e da quel momento si rivolse quasi esclusivamente alle Indie Olandesi.

## Attività nelle Indie Olandesi
A causa del legame con il governo olandese la Società svolse un importante ruolo nello sviluppo del commercio fra i Paesi Bassi e le Indie Olandesi.
La Nederlandsche Handel-Maatschappij viene considerata la continuatrice della Vereenigde Oostindische Compagnie, in quanto era una società per azioni di diritto privato, sulla quale, peraltro, vi era una totale influenza degli Orange, e finanziava il commercio con le Indie Olandesi. La fondazione della Società può probabilmente essere vista come un tentativo di dare nuovo impulso al commercio con le Indie Orientali dopo la depressione del periodo di dominazione francese (1795–1814) in cui era stata sciolta la VOC e le colonie erano state occupate dagli Inglesi.
Questo commercio riguardava il caffè, lo zucchero di canna, l'indaco, le spezie, il tabacco e alcune altre merci coloniali prodotte nelle Indie Olandesi.
I profitti stentavano, tuttavia, ad arrivare, finché nel 1827 Guglielmo I, in quanto principale azionista, decise per parte sua di concedere alla Società il monopolio dell'importazione dell'oppio: in questo modo i profitti arrivarono.
La Nederlandsche Handel-Maatschappij operava come banchiere dello Stato, come impresa di commercio e trasporti, e riscuoteva le imposte in natura secondo il plantagesysteem ideato da Johannes van den Bosch, o - dopo la Rivoluzione Belga del 1830, che causò una crisi economica per cui la NHM andò quasi a fondo -   secondo il successivamente introdotto Cultuurstelsel, in base al quale la popolazione locale doveva dedicare un quinto del terreno agricolo alle colture prescritte.
La NHM provvedeva alla vendita e al trasporto di questi prodotti in natura, fondamentalmente tè, caffè, zucchero e gomma. Il successo con cui l'organizzazione fece ciò spiega il soprannome Kompenie Ketjil, ovvero "Piccola Compagnia" in confronto con la più antica e grande Vereenigde Oostindische Compagnie.
Poiché la NHM da un dato momento esportava "cotonate" verso le Indie Olandesi e per di più operava come cliente, l'industria tessile della Twente divenne il primo settore industriale completamente radicato nel Nord dei Paesi Bassi.

## Attività finanziaria
Inizialmente la NHM aveva fondato fabbriche a Haarlem e Leida su consiglio del governo, solo dopo una decina d'anni apparve chiaro che la popolazione di queste città non era adatta e fu deciso di trasferire gli stabilimenti verso la Twente, dove la popolazione pastorale grazie alla sua industria domestica disponeva di alcune conoscenze tecniche. Il segretario Willem de Clercq riuscì durante una riunione a Hengelo l'industriale cotoniero inglese Thomas Ainsworth per convincere la popolazione della Twente a imparare ad usare le nuove macchine inglesi, come la spoletta volante a movimento rapido.
Anche nel Brabante settentrionale, nelle città di Tilburg e Helmond, fiorirono in questo modo tessiture di cotone e lana. Il commercio dei tessuti era necessario per evitare che i Britannici recuperassero in poco tempo il mercato indiano.
A partire dal 1850 la NHM dovette finanziare le piantagioni che gestiva nelle Indie Olandesi, ed era essa stessa proprietaria di alcune di queste piantagioni.

## Attività bancaria
La lentamente mutata politica a riguardo delle Indie Olandesi costrinse la Società a dedicarsi all'attività bancaria piuttosto che al commercio e ai trasporti. La NHM si dedicò anche all'emissione di banconote. Cominciò a Shanghai nel 1903, poiché non vi era una banca nazionale nell'Impero Cinese, con l'emissione del dollaro di Shanghai, una valuta che conservò un ruolo fino al 1946. Alla stessa maniera emise cartamoneta la controllata De Surinaamsche Bank fino al 1957.
Negli anni Venti e Trenta fu gradualmente costruita l'organizzazione nella madrepatria. Fino ad allora la Società si era basata soprattutto sulle attività nei territori d'oltremare, solamente sostenute da una sede centrale ad Amsterdam e una secondaria a Rotterdam. Solo a partire dal 1936, con l'acquisizione della Geldersche Credietvereeniging, iniziò a sviluppare una rete di filiali. A metà degli anni Venti la sede fu trasferita da un edificio sul Gouden Bocht a uno progettato da Karel de Bazel sulla Vijzelstraat, che è diventato noto come De Bazel.
Dopo la seconda Guerra mondiale la rete delle filiali fu molto ampliata, sia nei Paesi Bassi che all'estero.
Nel frattempo, in seguito all'indipendenza dell'Indonesia (1949), nel 1959 furono nazionalizzate le piantagioni di proprietà della Nederlandsche Handels-Maatschappij e un anno dopo anche le attività bancarie.
La Banca continuò a crescere e a sviluppare sempre più attività finanziarie e bancarie con la sua rete di filiali, e dopo la fusione con la Twentsche Bank, nel 1964, diede vita all'Algemene Bank Nederland ("Banca generale dei Paesi Bassi"), abbreviata ABN, uno dei maggiori istituti bancari della nazione.
Dopo ulteriori fusioni, nel 1990, la Banca prese il nome di ABN AMRO.
La tradizionale sede, De Bazel, di Amsterdam è diventata la sede dell'Archivio Civico della città.

## Filiali
Il finanziamento del commercio e della navigazione portò la Nederlandsche Handels-Maatscheppij a sviluppare una rete di filiali, che s'impegnarono sempre più in operazioni finanziarie e bancarie. 
La prima fu aperta a Singapore nel 1858, che costituì la base per la più antica banca di Singapore.
La rete si estese attraverso il Sudest Asiatico e lungo le rotte commerciali fra i Paesi Bassi e le Indie Olandesi. La NHM continuò ad estendere la sua rete nel XX secolo.
Perse alcune filiali quando il governo indonesiano le nazionalizzò nel 1960 per costituire una nuova banca, di proprietà locale.
Gli stati in cui si è espansa la rete sono i Paesi Bassi (1824), le Indie Olandesi (1826), Singapore (1858), Hong Kong (1889), l'India (1920), l'Arabia Saudita (1926), gli Stati Uniti (1941), il Pachistan (1948), il Suriname (1949), il Kenya (1951), il Tanganyika (1951), il Libano (1954), l'Uganda (1954), la Malaysia (1963).

## Nella letteratura
Il romanzo Max Havelaar di Multatuli tratta per buona parte dei gravi abusi commessi dalla Nederlandsche Handel-Maatschappij nelle Indie Orientali ed è un atto di accusa contro la Società. Il titolo completo è infatti Max Havelaar, of de koffieveilingen der Nederlandse Handelmaatschappij ("Max Havelaar, ovvero le aste del caffè della Nederlandse Handelmaatschappij"). Il libro dipinge un'immagine negativa dei commercianti e dei piantatori (e anche dei funzionari e dei capi indigeni). Le prassi della Società cambiarono solo lentamente e parzialmente, e in ogni caso non durante la vita di Multatuli.